# Kelly Van Tendeloo
Kelly Van Tendeloo (Bonheiden, 20 februari 1986) is een Belgisch politica voor Vooruit.

## Biografie
Van Tendeloo behaalde in 2009 een master in de internationale politiek aan de Universiteit Antwerpen, in 2010 een master in openbaar bestuur aan de ULB en in 2011 een master in overheidsmanagement en beleid aan de Katholieke Universiteit Leuven.
Ze startte haar beroepsloopbaan als teamverantwoordelijke werk bij de vzw Thuishulp en was vervolgens van 2015 tot 2021 diensthoofd preventie bij de socialistische mutualiteit De VoorZorg in Antwerpen en van 2021 tot 2024 buurtzorgmanager bij Zorgbedrijf Antwerpen. In 2021 werd Van Tendeloo tevens voorzitter van de sociale woonmaatschappij Woonschakel Berg & Nete in Heist-op-den-Berg.
Op haar achttiende trad Van Tendeloo toe tot het plaatselijke bestuur van de toenmalige sp.a (sinds 2020 Vooruit) in Heist-op-den-Berg. Van 2006 tot 2012 zetelde ze in de OCMW-raad van de gemeente en sinds 2012 is ze gemeenteraadslid. Van januari 2013 tot december 2018 was ze in de gemeente schepen van Noord-Zuid, Jeugd, Diversiteit en Informatica en van januari 2019 tot december 2021 voorzitter van het bijzonder comité voor de sociale dienst en schepen van Welzijn, Gezondheid, Armoedebestrijding, Gelijke Kansen, Kinderopvang en Diversiteit. 
Bij de Vlaamse verkiezingen van 9 juni 2024 werd Van Tendeloo voor de kieskring Antwerpen verkozen in het Vlaams Parlement. Ze werd er vast lid van de commissie Wonen, Toerisme, Energie en Klimaat. Ook werd zij door haar partij aangeduid om als deelstaatsenator in de Senaat te gaan zetelen.